# Stefan Rahm
Stefan Anders Rahm (1 de mayo de 1968) es un deportista sueco que compitió en vela en la clase Europe. Ganó dos medallas en el Campeonato Mundial de Europe, plata en 1989 y oro en 1991.

## Palmarés internacional
| Campeonato Mundial | Campeonato Mundial | Campeonato Mundial | Campeonato Mundial |
| Año                | Lugar              | Medalla            | Clase              |
| ------------------ | ------------------ | ------------------ | ------------------ |
| 1989               | Oxelösund (Suecia) | Medalla de plata   | Europe             |
| 1991               | Búzios (Brasil)    | Medalla de oro     | Europe             |